# Nysa (mythologische plaats)
De Nysa was de naam van een berg in de Griekse mythologie. Op de Nysa woonden de nimfen Cysseis, Nysa, Erato, Eryphia, Bromia en Polyhymnia. Zij zouden op deze berg de god Dionysos hebben opgevoed, samen met de halfgod Nysos. Dit was ook de berg waar de nimf Erato de god Hermes genas met de hulp van de andere nimfen.
Er zijn meerdere locaties gegeven voor de berg Nysa, zoals Kithairon, Naxos, Thracië of Fenicië. Ook kon de berg in Arabië of India liggen.